# Spongipellis litschaueri
Spongipellis litschaueri är en svampart som beskrevs av Lohwag 1931. Spongipellis litschaueri ingår i släktet Spongipellis och familjen Polyporaceae.   Inga underarter finns listade i Catalogue of Life.